# Ksenija Klampfer
Ksenija Klampfer (ur. 27 lipca 1976) – słoweńska polityk, prawniczka i urzędniczka, w latach 2018–2020 minister pracy, rodziny, spraw społecznych i równouprawnienia, od 2024 minister transformacji cyfrowej.

## Życiorys
Studiowała prawo na Uniwersytecie Mariborskim, następnie kształciła się na studiach doktoranckich w zakresie prawa europejskiego na Uniwersytecie Lublańskim. Przez 15 lat pracowała w administracji gminy Slovenske Konjice, następnie od 2015 zajmowała stanowisko kierownicze w administracji gminy miejskiej Maribor.
Zaangażowała się w działalność polityczną w ramach Partii Nowoczesnego Centrum, pod koniec 2019 objęła stanowisko wiceprezesa ugrupowania. Od października 2017 do kwietnia 2018 była sekretarzem stanu w resorcie administracji publicznej. 13 września 2018 powołana na stanowisko ministra pracy, rodziny, spraw społecznych i równouprawnienia w rządzie Marjana Šarca. Zakończyła urzędowanie wraz z całym gabinetem w marcu 2020, zarazem odeszła z SMC w trakcie rozmów koalicyjnych nad utworzeniem nowego gabinetu. Następnie obejmowała stanowiska zastępczyni dyrektora generalnego w ministerstwie administracji publicznej oraz sekretarza generalnego ministerstwa transformacji cyfrowej. W grudniu 2024 dołączyła do gabinetu Roberta Goloba, obejmując w nim urząd ministra transformacji cyfrowej.